# معطف حراري

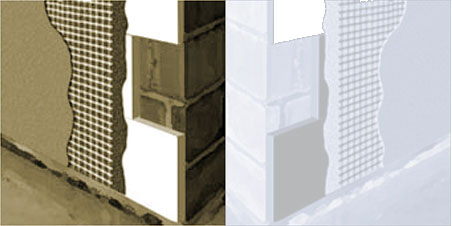
معطف حراري

المعطف الحراري هو تقنية للعزل الحراري والصوتي لجدار البناء ،وذلك بتطبيق المواد العازلة من الخارج وليس من الداخل أو في وسط الجدار.
هذه التقنية تكون في تطبيق على الجدار لوحات عازلة لها نظم تثبيت، التي بعد ذلك تُغطى بمونة لاصقة وملونة. نظم التثبيت يُمكن ان تكون لها شبكة لتطبيق المونة التقليدية.